# Phthonoloba stigmatephora
Phthonoloba stigmatephora är en fjärilsart som beskrevs av Louis Beethoven Prout 1932. Phthonoloba stigmatephora ingår i släktet Phthonoloba och familjen mätare. Inga underarter finns listade i Catalogue of Life.